# Amstelsluizen

Karte Amsterdam von 1725

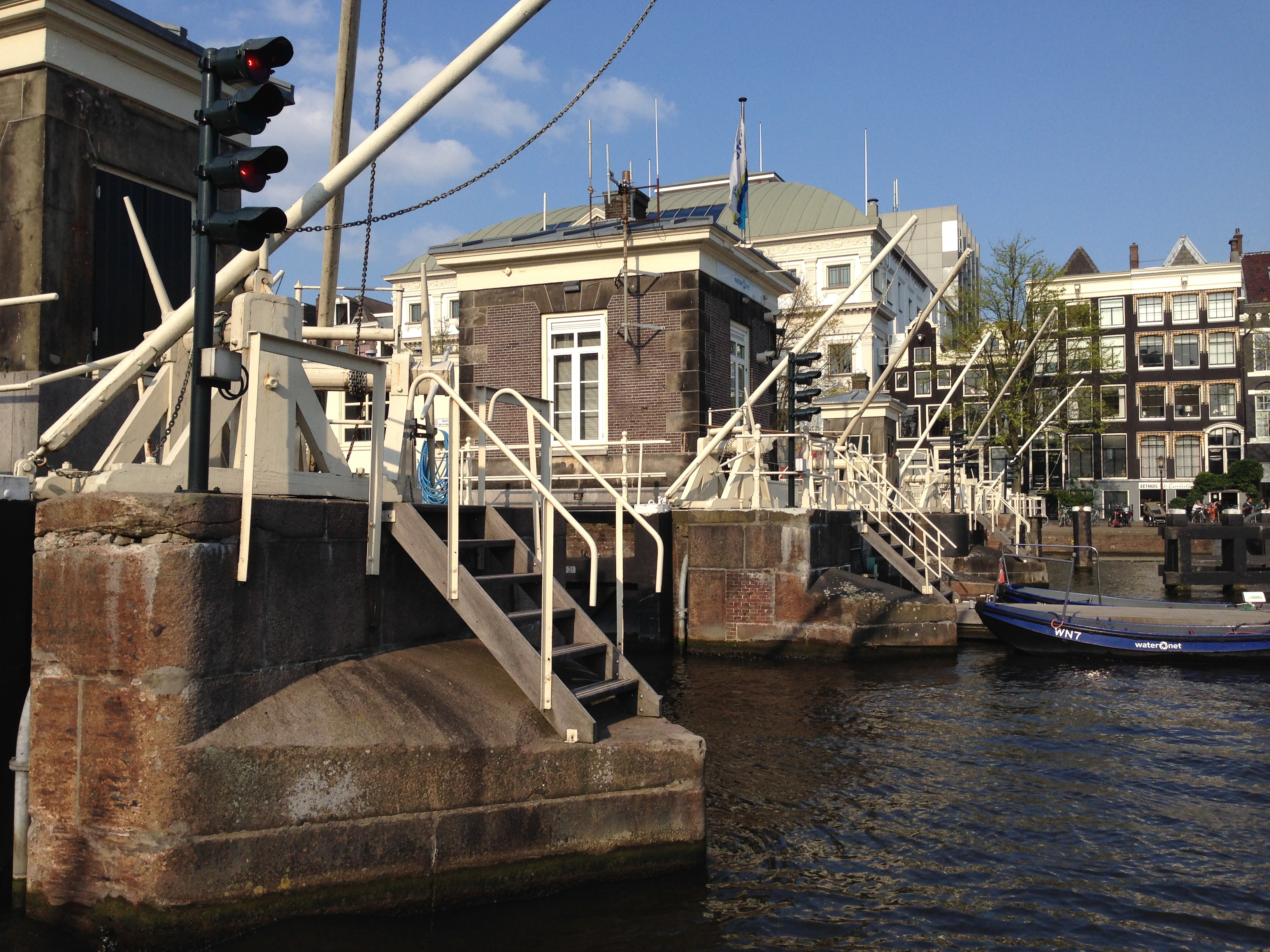
„de Klip“

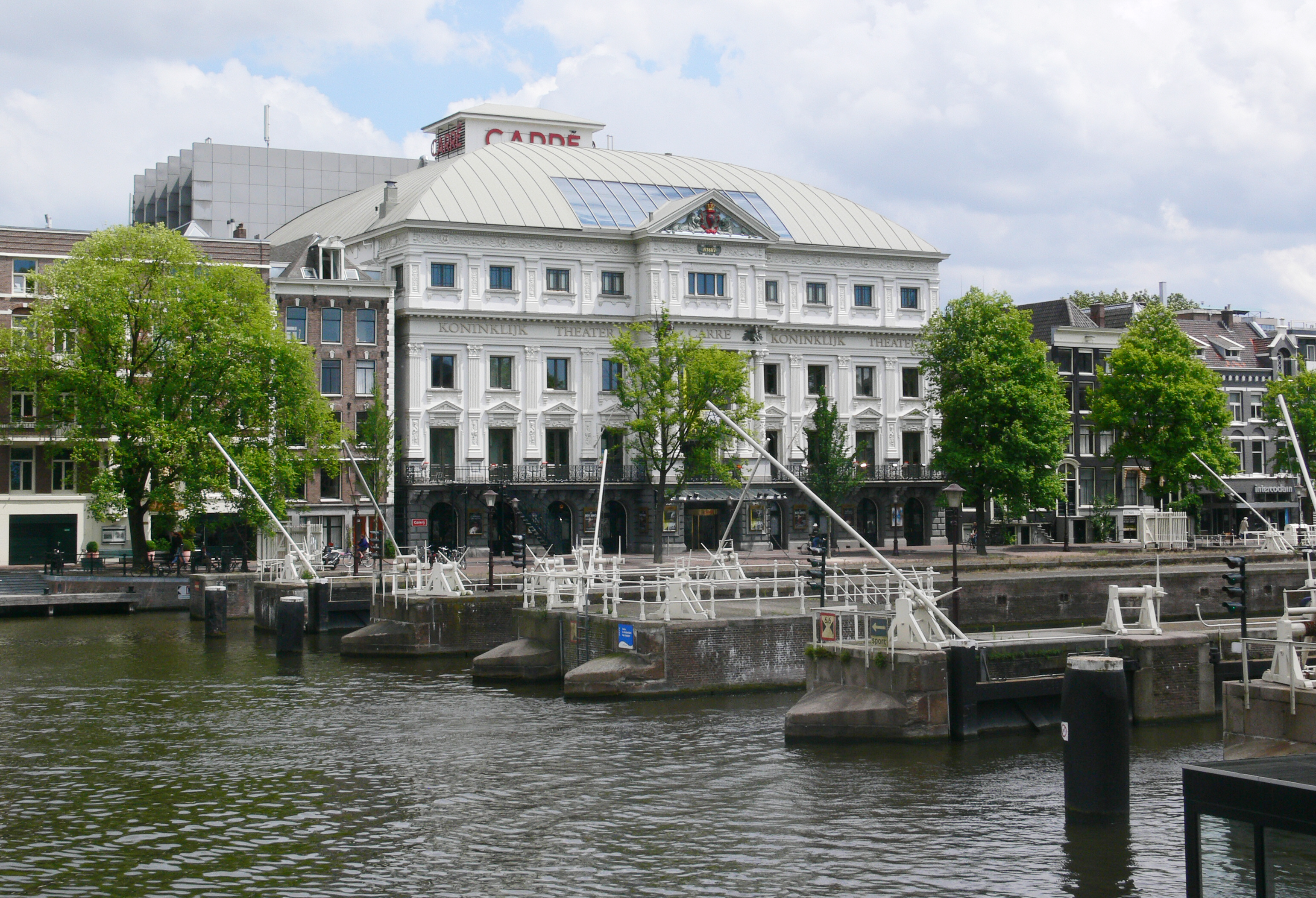
Das Theater Carré (Ostseite)

Die Amstelschleusen (niederländisch Amstelsluizen) sind ein historischer Schleusenkomplex innerhalb des Stadtgebiets von Amsterdam im Flussverlauf der Amstel. Die 1673 fertiggestellte Anlage ist seit der Eröffnung des Nordseekanals zwischen Amsterdam und IJmuiden weitgehend ohne Funktion und die Tore der zwei Schleusen und zwei Durchfahrten stehen die meiste Zeit offen. Die Schleuseninseln mit den alten Dienstgebäuden und den markanten „Bäumen“ zur Bewegung der Tore sind ein Nationalmonument der Niederlande.

## Hintergrund
Der Bau der Amstelschleusen geht zurück auf die Initiative und den Entwurf des Mathematikers Johan Hudde, der zu seiner Zeit einer von vier Bürgermeistern der Amsterdamer Stadtregierung war und selbst die Durchführung der Arbeiten begleitete. Selbst im Katastrophenjahr 1672 genoss sein Vorschlag den Vorrang vor allen anderen städtebaulichen Projekten. Für den Schiffsverkehr waren die Schleusen nicht erforderlich und stellten eher ein Hindernis dar. Ihr Hauptzweck war die Wasserregulierung und die Verbesserung des Wasseraustauschs in den Grachten der Stadt, um den starken Geruch, der vom Wasser ausging, zu beenden. Des Weiteren sollte damit der Unterlauf der Amstel vor dem Eindringen von Brackwasser geschützt werden. Dadurch bildeten sie den Abschluss der Amstel gegenüber dem Tidegeschehen der Nordsee, die damals über die Zuiderzee und der IJ-Bucht bis zum alten Hafen der niederländischen Hauptstadt reichte. Auf der Karte von 1725 sind die Schleusen 'oben links' im Verlauf der Amstel und innerhalb der Stadtbefestigung eingezeichnet.

## Bau
Die Schleusenanlage mit 47,5 Meter Länge wurde im Zuge der vierten Erweiterung des Amsterdamer Grachtengürtels direkt südlich der Prinsengracht errichtet. Ursprünglich sollten nur zwei Schleusenkammern gebaut werden. Zur Ausführung kamen dann aber eine breite Kammer in der Mitte mit zwei weiteren Kammern links und rechts davon. Die zwei seitlichen Kammern haben Durchfahrtsbreiten von 8,22 m bzw. 8,34 m, die als Verschlussorgane heute noch zwei Stemmtorpaare an jedem Ende aufweisen. Dies war bis ins 19. Jahrhundert notwendig, damit bei Flut und bei Ebbe geschleust werden konnte. Anfangs war noch ein zusätzliches Paar Flut- und Ebbtore in Kammermitte angeordnet, um die Kammerlänge für kleinere Schiffe kürzer zu nutzen. Diese Tore wurden aber später entfernt.
Zwischen den inneren Schleuseninseln der linken und rechten Kammer ist eine große Kammer angeordnet, die ursprünglich mit drei Ein- bzw. Ausfahrten ausgestattet war. Auch diese waren jeweils mit Flut- und Ebbtoren versehen. Die mittlere Fahrt wurde um 1760 verfüllt, sodass zwei Inseln an beiden Enden entstanden, die durch einen Mittelsteg in der Kammer verbunden sind. Auf der südlichen Insel steht „de Klip“, das ehemalige Schleusenwärterhaus. An der nördlichen Insel wurden die Stemmtore entfernt, sodass die Mittelkammer nur noch eine Sperrfunktion ausüben kann. Die beiden verbliebenen Durchfahrten besitzen an den Torinseln sieben Meter Breite. Das Öffnen und Schließen der Schleusentore erfolgte über Ketten an langen Auslegern, die jeweils durch Muskelkraft über ein Spill mit horizontaler Achse bewegt wurden.
Neben den mittig in der Amstel gebauten Schleusen wurden zu den seitlichen Ufermauern hin doppelte Sielschleusen angeordnet. Deren vier Durchlässe konnten jeweils an beiden Seiten durch Stemmtore als Fluttore verschlossen werden. Eine Besonderheit wies der östliche Durchlass auf, denn er konnte über einen unterirdischen Kanal und durch eine von Pferden angetriebene Pumpe (Rosmolen) entleert werden. Das System bewährte sich aber nicht, sodass 1928 der Durchlass geschlossen wurde.

## Heutige Situation
Nach Fertigstellung des Nordseekanals in der zweiten Hälfte des 19. Jahrhunderts sind die Grachten von Amsterdam mit diesem verbunden und besitzen einen gleichbleibenden Wasserstand von 40 Zentimeter unter NAP (Normaal Amsterdam Peil). Dadurch war die Sperrfunktion für die Amstelschleusen nicht mehr erforderlich. Die Wasserstandsregelung erfolgt bis heute durch die Schleusen, das Siel und ein Pumpwerk in IJmuiden sowie den Oranjeschleusen. Dadurch konnten 1872 die Amstelschleusen für die neuen Bedingungen angepasst und grundlegend saniert werden. Die aktuellen Tore sind Anfang der 2000er Jahre eingebaut worden und besitzen nun Hydraulikantrieb.
Alle Schleusentore stehen die meiste Zeit offen. Mit den Drempelhöhen von 2,83 m bzw. 2,95 m unter NAP besitzen die Durchfahrten eine Wassertiefe von rund 2,40 m. Nur bei extremen Wasserstandsunterschieden zwischen Binnen- und Außen-Amstel und während der Spülzeiten durch das Zeeburger Pumpwerk (Gemaal Zeeburg) werden die Tore geschlossen.
Am westlichen Siel sind alle vier Torpaare einschließlich der kleinen Mittelinseln entfernt worden. Ein mittig eingebrachter Damm verbindet seitdem die Amstelkade mit der Schleuseninsel als Zufahrt. Das östliche Siel besitzt noch die Stemmtore am nördlichen Ende. Am südlichen Ende wurden bei einer Renovierung die Stemmtore durch zwei breite Drehtore ersetzt, die um eine senkrechte Achse in der Mitte in die Sperrstellung verschwenkt werden können. Der doppelte Durchlass ist heute komplett überbrückt durch eine Plattform für gastronomische Zwecke.

## Trivia
In der Vergangenheit waren drei Schleusenwärter für die Bedienung der Schleusen in „de Klip“ untergebracht, die auch die ober- und unterhalb liegenden Brücken bedienten. Durch die Automatisierung sind die vielen Brücken- und Schleusenwärterhäuschen ohne Nutzung und stehen bzw. standen leer. Nicht zuletzt aus Denkmalschutzgründen durften sie nicht abgerissen werden, da diese Häuser Teil der Kultur Amsterdams sind. Für „de Klip“ fand sich eine Nachnutzung als exklusives Hotelzimmer, das nur per Boot erreichbar ist.
Das königliche Theater Carré befindet sich seit 1887 am Ostufer der Amstel auf Höhe der Amstelschleusen. Sehenswert ist auch die Magere Brug direkt nördlich der Schleusen, die durch ihre Illumination im Dunkeln eine Attraktion in Amsterdam darstellt.
Der Bürgermeister Johan Hudde hatte in den 1680er Jahren an einer der Schleusenwände eine weiße Marmorplatte (Huddesteen) mit einer horizontalen Rille und einer Aufschrift anbringen lassen. Diese historische Höhenmarkierung fixierte die Höhe des Seedeichs in Amsterdam auf 2,6789 m über dem Stadtpegel (niederl. stadspeil). Als Normalhöhenpunkt der Stadt entstand aus diesem Stadtpegel  der Amsterdamer Pegel, der als Höhenbezugspunkt in vielen Staaten von Europa übernommen wurde. Die Marmortafel an der Amstelschleuse existiert heute nicht mehr.